# 도밍고 산타나
도밍고 산타나(Domingo Santana, 1992년 8월 5일 ~ )는 일본 센트럴 리그 도쿄 야쿠르트 스왈로스의 선수이다.